# Христианство в Республике Корея
Христианство в Республике Корея — крупнейшая религия в стране.
Данные о численности корейских христиан разнятся. По данным исследовательского центра Pew Research Center в 2010 году в Республике Корея проживало 14,1 млн христиан, которые составляли 29,3 % населения этой страны. Энциклопедия «Религии мира» Дж. Г. Мелтона оценивает долю христиан в 2010 году в 41,4 % (20,15 млн верующих).
Крупнейшим направлением христианства в стране является протестантизм. В 2000 году в Корее действовало 55,8 тыс. христианских церквей и мест богослужения, принадлежащих 231 различной христианской деноминации.

## Экуменизм
Национальный совет церквей Кореи (кор. 한국 기독교 교회 협의회) основан в Корее в 1924 году как «Национальный христианский совет Кореи», который в 1946 году получил своё нынешнее название, стал членом Всемирного совета церквей и продолжил работу в Республике Корея после разделения Корейского полуострова. Христианский совет Кореи (кор. 한국기독교총연합회) был основан в 1989 году, является национальным евангелическим альянсом в Республике Корея, членом Всемирного евангелического альянса.